# Phragmatobia strigulosa
Phragmatobia strigulosa là một loài bướm đêm thuộc phân họ Arctiinae, họ Erebidae.